# Kovács László (pedagógus, 1946)
Kovács László (Csallóközcsütörtök (Csütörtök), 1946. szeptember 18. – 2024. július 12.) tanár, tankönyvíró, helytörténész. Felesége Kállay Zsuzsanna pedagógus.

## Életpályája
Csallóközcsütörtök általános iskolájában, majd a somorjai gimnáziumban tanult és 1963-ban érettségizett.
A pozsonyi Comenius Egyetemen magyar nyelv és irodalom–történelem szakos tanári oklevelet szerzett. Rövid ideig a Csallóköz című hetilapnál dolgozott, majd a Nyitrai Pedagógiai Főiskola Magyar Tanszékén lett oktató. A Csallóközi Múzeumban dolgozott történészként. 1984-től nyugdíjazásáig a somorjai magyar tanítási nyelvű gimnáziumban (Madách Imre Gimnázium) tanított magyar nyelvet és történelmet; 1990–2007 között az intézmény igazgatója volt. 
A bársonyos forradalom idején a Független Magyar Kezdeményezésben politizált. 1990-ben a rendszerváltó Szlovák Nemzeti Tanács kooptált képviselője volt. Alapító tagja a Szlovákiai Magyar Pedagógusok Szövetségének és a Történelemtanárok Társulásának.
A Csemadok Egyházgellei Szervezetének elnöke volt. Rendszeresen tartott ismeretterjesztő előadásokat, közölt történelmi és irodalmi témájú cikkeket szlovákiai magyar nyelvű lapokban. Simon Attilával (Rimaszombat) több történelemtankönyvet írt, emellett ugyancsak több könyvet írt a középkori szlovákiai templomokról, valamint az 1848–49-es magyar forradalom és szabadságharc szlovákiai emlékhelyeiről.
A Szél-járás című folyóirat szerkesztője.
2024. július 12-én komoly betegségében meghalt Csallóközpósfán. Sírja az egyházgellei temetőben található.

## Elismerései
- 2014 Csemadok Életmű Díj[2]
- 2017 Magyar Arany Érdemkereszt[3]
- 2023 Patria-díj[4]

## Művei
- Egyházgelle. Szent Péter és Pál templom; Komáromi Ny., Komárno, 1995 (Honismereti kiskönyvtár)
- A magyar nép története I-III. (tankönyv)
- 2002 Középkori templomok a Csallóközben (tsz. Görföl Jenő)
- 2008 Középkori templomok – Mátyusföld és Zoborvidék (tsz. Görföl Jenő)
- 2009 Középkori templomok – Garam mente – Ipoly mente (tsz. Görföl Jenő)
- 2010 Középkori templomok Dél-Szlovákiában (tsz. Görföl Jenő)
- 2012 Dél-Szlovákia középkori templomai – Ipoly mente – Gömör – Abaúj-Torna – Bodrogköz – Ung-vidék (tsz. Görföl Jenő)
- 2013 Hol sírjaik domborulnak. Dunaszerdahely (tsz. Görföl Jenő)
- Kovács László–Görföl Jenő: A magyar szentek ábrázolása Szlovákia középkori templomaiban; Media Nova M, Dunaszerdahely, 2014
- Kovács László–Görföl Jenő: Középkori templomok Pozsony vármegyében; Media Nova M–Nap, Dunaszerdahely, 2016
- Kovács László–Görföl Jenő: Középkori templomok Komárom, Esztergom, Bars és Hont vármegyében; Media Nova M–Nap, Dunaszerdahely, 2017
- Kovács László–Görföl Jenő: A felvidéki bányavárosok középkori templomai; Nap, Dunaszerdahely, 2018
- Kovács László–Görföl Jenő: Nógrád és Gömör középkori templomai; Nap, Dunaszerdahely, 2019
- Nyelvünkről – nyelvünkért; Az Iskoláért és az Anyanyelvért Alapítvány, Győr, 2023
- 2024 Emlékművek emlékhelyek. Dunaszerdahely (tsz. Görföl Jenő)